# Michael Stroukoff
Michael Stroukoff foi um engenheiro nascido no Império Russo, que serviu no Exército Branco antes de emigrar para os Estados Unidos. Após algum tempo como arquiteto, juntou-se a Chase Aircraft Company e desenhou algumas aeronaves de transporte para as Forças Aéreas do Exército dos Estados Unidos e Força Aérea dos Estados Unidos, tendo posteriormente iniciado sua própria companhia para desenvolver mais trabalhos aeronáuticos.

## Início da vida
Nascido em 29 de Janeiro de 1883 em Yekaterinoslav, uma cidade do Império Russo (agora parte da Ucrânia), Stroukoff graduou-se no Instituto Politécnico de Kiev (Igor Sikorsky Kyiv) em 1908 em engenharia civil. Ao juntar-se no Exército Imperial Russo, serviu durante a Primeira Guerra Mundial e posteriormente serviu no Exército Branco durante a Revolução Russa de 1917, chegando ao posto de Major, recebendo a Ordem de São Jorge. Com a derrota dos Brancos contra os Bolcheviques, fugiu do Império Russo e emigrou para os Estados Unidos em 1922.

## Carreira nos Estados Unidos

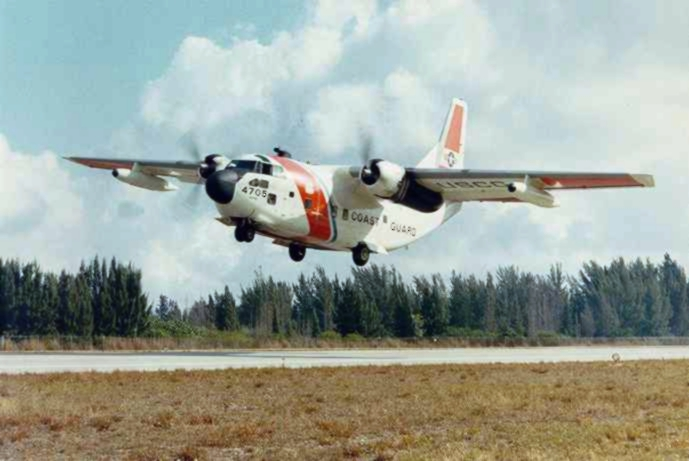
Fairchild C-123

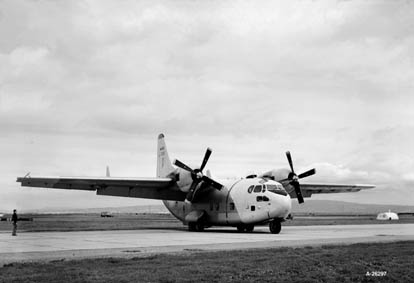
Stroukoff Aircraft YC-134A

Após sua emigração, Stroukoff iniciou a carreira em arquitetura e design de interiores, antes de ser colocado como engenheiro chefe e presidente da Chase Aircraft em sua fundação. Seu primeiro projeto foi o XCG-14, um planador de assalto para tropas construído de madeira, sendo posteriormente desenvolvido nos maiores CG-18 e CG-20, sendo este último o maior planador já construído nos Estados Unidos.
Após a Segunda Guerra Mundial, o planador de assalto já não era mais necessário, substituído por aeronaves de transporte motorizadas e Stroukoff modificou um YG-18 em um protótipo, o YC-122, com um pequeno número de aeronaves deste modelo sendo construídas. Ainda mais importante foi a conversão do G-20 no C-123, descrito como um "caminhão com asas" por Stroukoff. Enquanto que uma versão da aeronave foi a primeira aeronave com motor turbojato construída na América, foi a versão com motor radial do C-123 que venceu o contrato de produção da Força Aérea dos Estados Unidos; devido a capacidade limitada da Chase, foi subcontratado para a Kaiser Manufacturing Company, que adquiriu 49% das ações da Chase Aircraft. Entretanto, após um escândalo financeiro e problemas políticos, o contrato do C-123 foi continuado pela Fairchild Aircraft, com Kaiser comprando o restante da Chase Aircraft.
Iniciando uma nova empresa, a Stroukoff Aircraft Corporation, Stroukoff continou a trabalhar em versões melhoradas do C-123, mais notavelmente o YC-134, entretanto, nenhum foi produzido e em 1959 a empresa foi encerrada.

## Morte e legado
Stroukoff morreu com a idade de 90 anos no Hospital de St. Francis em Trenton (Nova Jérsei) no dia 22 de Dezembro de 1973.
O Troféu "Larissa Stroukoff Memorial", recebido pela Soaring Society of America pela velocidade mais alta registrada em um circuito fechado em um planador durante o Campeonato U.S. National Open Class Soaring Championships, foi desenhado por Stroukoff.